# 綠紫耳蜂鳥
綠紫耳蜂鳥（学名：Colibri thalassinus），又名綠色紫耳蜂鳥，是一種很吸引人的蜂鳥，分佈在墨西哥中南部至巴拿馬西部的高原，並委內瑞拉北部至玻利維亞的安地斯山脈。牠們會有季節性的遷徙，前往至美國及加拿大。

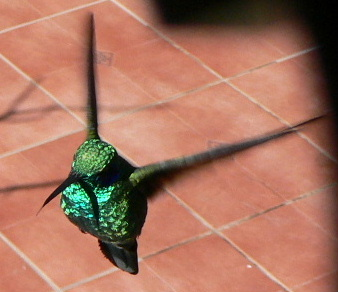
雄性綠紫耳蜂鳥。

雄性的綠紫耳蜂鳥背部呈草綠色，臀部及上尾巴羽毛呈褐色，長約11-11.5厘米。尾巴呈方形，有輕微的凹口，有一道深藍色的闊帶。牠上胸有一紫色的大點，沿顎部有一紫藍色帶，連接至其紫藍色的「耳朵」。雌性與雄性相似，但平均較為細小及深色，顎部的紫帶較窄。雛鳥比成鳥更為沉色，羽球一般都是呈橄欖綠色，下部多是深灰色。雛鳥胸上的紫點不明顯、不完整或是未長出。換羽的雛鳥都有明顯的金屬色，尤其是在喉嚨或胸部。

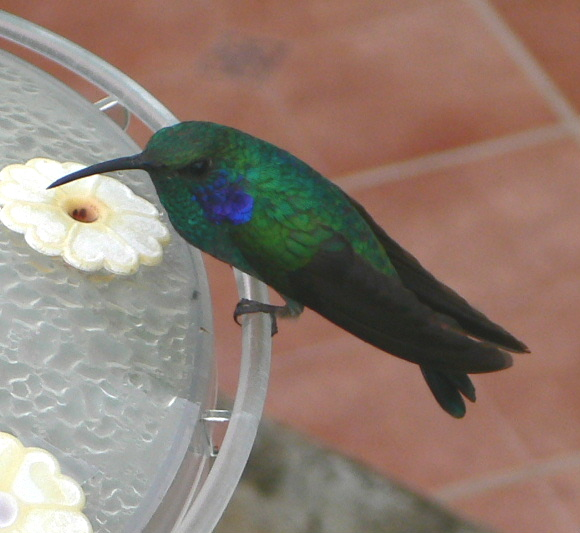
雌性綠紫耳蜂鳥。

綠紫耳蜂鳥生活在高原的樹林或叢林中，並避免進入潮濕的雨林。鳥巢一般都在1-3米高的樹上，每次會產2顆白色的蛋。
綠紫耳蜂鳥會吃多種植物的蜜。

## 外部連結
- 綠紫耳蜂鳥的映像
- Vagrancy to the USA and Canada （页面存档备份，存于）
- 哥斯達黎加的綠紫耳蜂鳥郵票 （页面存档备份，存于）
- 綠紫耳蜂鳥的圖片 （页面存档备份，存于）